# أرماند ساباتير
أرماند ساباتير (بالفرنسية: Armand Sabatier)‏ هو بروفيسور وطبيب فرنسي، ولد في 14 يناير 1834 في Ganges, Hérault ‏ في فرنسا، وتوفي في 22 ديسمبر 1910 في مونبلييه في فرنسا.